# Highworth

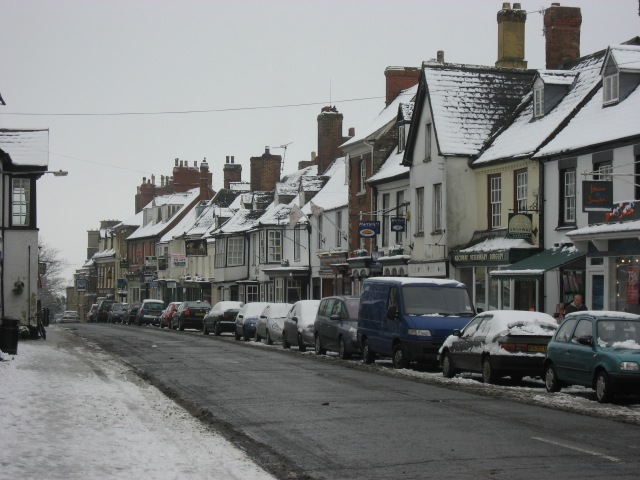
Die High Street in Highworth

Highworth ist eine kleine Marktstadt im Südwesten England. Sie liegt im Borough of Swindon in der Grafschaft Wiltshire in England, etwa 11 km nordwestlich vom Stadtzentrum von Swindon. 2001 hatte sie eine Bevölkerung von 7996 Einwohnern.
Die Stadt pflegt eine Dreiecks-Städtepartnerschaft zum französischen Pontorson und dem deutschen Wassenberg.

## Persönlichkeiten
- William Joscelyn Arkell (1904–1958), Geologe